# Unintended
"Unintended" é uma canção da banda inglesa de rock alternativo Muse, que se encontra no álbum de estréia, Showbiz. Foi lançado como o quinto single da banda em 20 de maio de 2000 alcançando a posição de n° 20 na UK Singles Chart, a melhor posição de um single do álbum "Showbiz".

## Faixas
Todas as letras escritas por Matthew Bellamy. 
| 7" vinil       |                   |         |  |
| N.º            | Título            | Duração |  |
| 1.             | "Unintended"      | 4:00    |  |
| 2.             | "Sober" (Ao vivo) | 4:07    |  |
| Duração total: | Duração total:    | 8:07    |  |

| CD single 1    |                                          |         |  |
| N.º            | Título                                   | Duração |  |
| 1.             | "Unintended"                             | 4:00    |  |
| 2.             | "Recess"                                 | 3:35    |  |
| 3.             | "Falling Down" (versão acústica ao vivo) | 5:10    |  |
| 4.             | "Unintended" (video clipe)               | 4:00    |  |
| Duração total: | Duração total:                           | 16:45   |  |

| CD single 2    |                                                       |         |  |
| N.º            | Título                                                | Duração |  |
| 1.             | "Unintended"                                          | 4:00    |  |
| 2.             | "Nishe"                                               | 2:42    |  |
| 3.             | "Hate This & I'll Love You" (versão acústica ao vivo) | 5:00    |  |
| Duração total: | Duração total:                                        | 11:42   |  |

| CD promocional |              |         |  |
| N.º            | Título       | Duração |  |
| 1.             | "Unintended" | 4:00    |  |

| Benelux CD     |                                          |         |  |
| N.º            | Título                                   | Duração |  |
| 1.             | "Unintended"                             | 4:00    |  |
| 2.             | "Recess"                                 | 3:35    |  |
| 3.             | "Falling Down" (versão acústica ao vivo) | 5:10    |  |
| 4.             | "Sober" (Ao vivo)                        | 4:07    |  |
| Duração total: | Duração total:                           | 16:52   |  |

## Lançamentos
| Região      | Data               | Gravadora         | Formato      |
| ----------- | ------------------ | ----------------- | ------------ |
| Reino Unido | 30 de maio de 2000 | Mushroom          | 7" Vinil     |
| Reino Unido | 30 de maio de 2000 | Mushroom          | 2CD          |
| Reino Unido | 30 de maio de 2000 | Mushroom          | Fita cassete |
| Reino Unido | 30 de maio de 2000 | Mushroom          | CD           |
| Benelux     | 30 de maio de 2000 | Play It Again Sam | CD           |